# Picasa
Picasa — бесплатная программа для просмотра, организации и редактирования цифровых фотографий, созданная компанией Lifescape в 2002. Название «Picasa» является игрой слов: соединением имени испанского художника Пабло Пикассо, фразы «мой дом» (исп. mi casa) и «фотка», «картинка» (англ. pic). 13 июня 2004 года Picasa была приобретена компанией Google. 
Picasa интегрирована с фотохостингом англ. Picasa Web Albums (веб-альбомы Picasa), а также Blogger, Gmail, YouTube, Google Earth и Google+. 
Разработчик закрыл проект с 1 мая 2016 года, сосредоточившись на сервисе Google Фото.

## Возможности и недостатки программы

### Возможности
- Загрузка фотографий в компьютер со сканера и камеры.
- Автоматическая индексация фотографий на жёстком диске компьютера[1].
- Просмотр фотографий в обычном и полноэкранном режимах, в том числе в виде слайд-шоу[6].
- Геотегинг: Picasa может записывать координаты в метаданные EXIF. С версии 3.5 для этого уже не нужен установленный Google Earth.
- Редактирование фотографий, включая ретуширование, кадрирование и выравнивание[4][6].
- Применение к фотографиям различных эффектов[6], в том числе коррекция эффекта красных глаз[1][4].
- Присвоение фотографиям ярлыков и ключевых слов (в том числе на основе технологи распознавания лиц).
- Распечатка фотографий.
- Создание коллажей фотографий[6].
- Отправка фотографий по электронной почте и публикация их в блогах[1].
- Создание на основе фотографий экранных заставок и компакт-дисков со слайд-шоу из фотографий.
- При редактировании изображения сохраняет его оригинал в скрытой папке, папки нахождения редактируемого файла.
- Распознавание и группировка лиц.

### Недостатки
- GIF-файлы отображаются не анимированными[6].
- Иногда проблемы с отображением альфа-канала в PNG.
- Нельзя создавать внутри альбомов другие альбомы (так называемые «вложенные»).
- По умолчанию сортирует картинки не по имени файла, как это делают файловые менеджеры.
- Не отображает многостраничные TIFF-файлы.
- Неудобно менять размеры изображений (только через экспорт в другую папку).

## Версии

### ДляMicrosoft Windows
- 1.618, июль 2004 — после покупки Picasa Software компанией Google была предложена версия для свободного скачивания.
- 2.0.0 (сборка 18.77), 18 января 2005 — множество новых функций, включая интеграцию с Blogger.
- 2.0.0 (сборка 18.84), 8 июня 2005 — исправление ошибок.
- 2.1.0 (сборка 27.60), 19 сентября 2005 — новые возможности, включая многоязычную поддержку, запись на компакт-диск, улучшена поддержка внешних дисков.
- 2.2.0 (сборка 28.20), 30 января 2006 — включена поддержка 25 языков, исправление ошибок, связанных с Internet Explorer 7.
- 2.5.0 (сборка 32.01, 0), июнь 2006 — добавлена поддержка Picasa Web Albums.
- С версии 3.5 добавлено распознавание лиц и сортировка по лицам.
- 3.9 — новая версия включает в себя отдельно устанавливаемую программу Google+ Auto Backup для более тесного взаимодействия с Google+.

Последняя версия на 09.10.2015 — 3.9.141 (сборка 259).

### ДляMac OS X
Программа Picasa для Mac доступна на английском языке. Также предлагается два других инструмента (только на английском языке), которые помогают пользователям компьютеров Mac отправлять фотографии непосредственно в веб-альбомы Picasa из iPhoto или с жёсткого диска Mac OS:
1. Подключаемый модуль Picasa Web Albums iPhoto Exporter позволяет отправлять фотографии прямо из iPhoto.
2. Отдельное приложение Picasa Web Albums Mac Uploader дает возможность отправлять в веб-альбомы Picasa все фотографии и видеозаписи с жёсткого диска Mac OS, а не только содержащиеся в iPhoto.

### ДляLinux
С июня 2006 версии для Linux (2.2.2820-5) стали доступны для большинства существующих дистрибутивов.
Picasa для Linux являлась оболочкой над Picasa для Windows, использующей Wine.
20 апреля 2012 года компания Google сообщила о прекращении дальнейшей разработки Linux-версии Picasa. Последняя выпущенная версия - 3.9.141 (сборка 259).

## Критика
Журнал Chip, в своём тесте 2010 года, выставил Picasa v3.6 оценку 6,14 баллов (посредственно), отметив из плюсов добавление геотегов и распознавание лиц на фотографиях, а из минусов отсутствие конвертера файлов.

## Пасхальные яйца
Начиная со второй версии в программе есть пасхальное яйцо: если в окне Picasa зажать клавиши Ctrl+⇧ Shift+Y, то на экране появятся плюшевые мишки Тедди.